# Francesco Del Casino
Francesco Del Casino (Siena, 15 maggio 1944) è un pittore italiano.
Inizia la sua carriera pittorica nel 1962 con una produzione legata allo stile di Renato Guttuso, seguita da una fase influenza dall'arte di Pablo Picasso. Nel 1964 si trasferisce in Sardegna, ad Orgosolo, dove inizia la sua opera come muralista. Circa il 90% dei murales di Orgosolo sono opera sua.

## Biografia

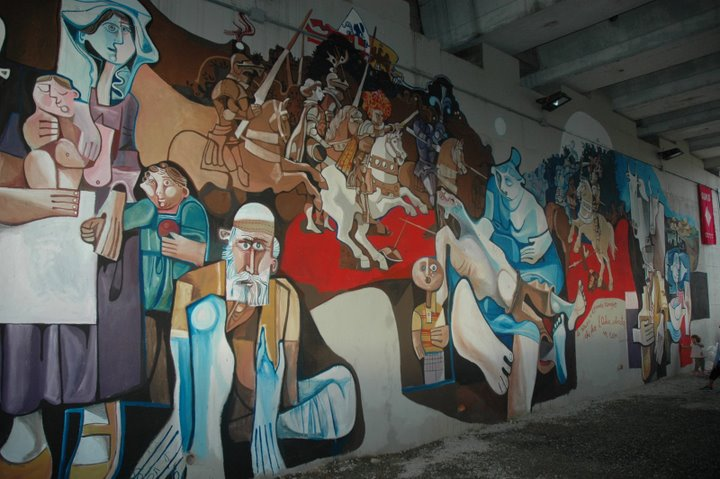
Murale a Taverne d'Arbia - Siena

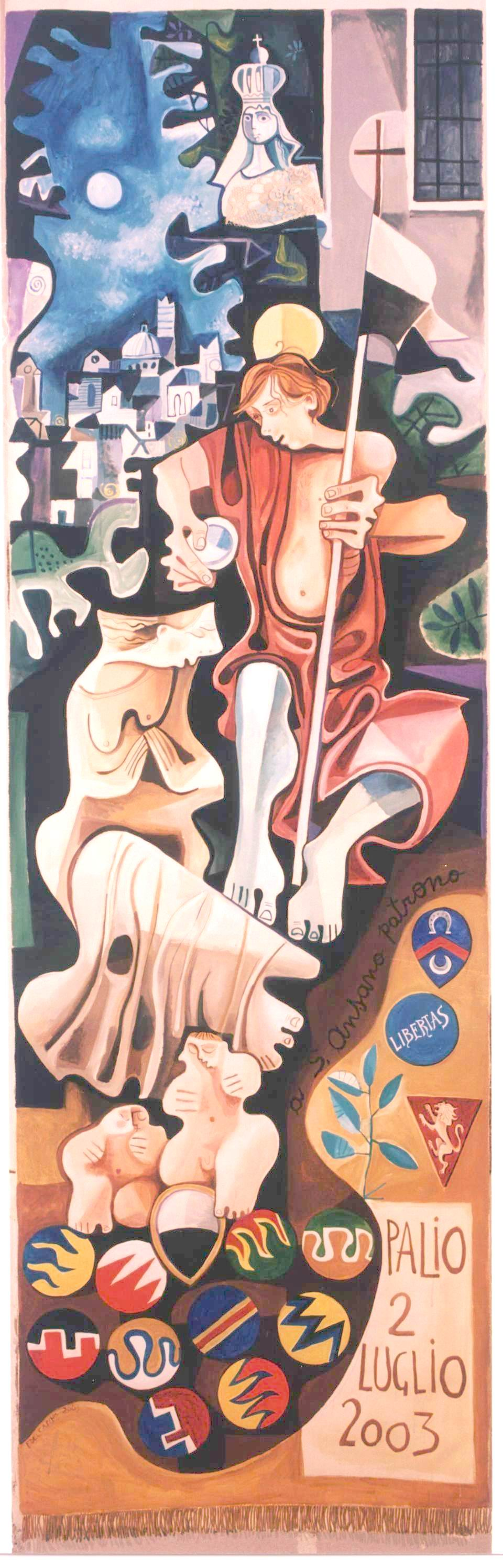
Drappellone per il Palio di Siena del 2 luglio 2003, vinto dalla Contrada della Selva.

Francesco Del Casino è nato a Siena, dove frequenta l'Istituto d'Arte "Duccio di Boninsegna". Qui ha tra i suoi maestri Aldo Marzi e Bruno Marzi. Poi continua gli studi a Firenze a lezioni da Renzo Grazzini. Manifesta subito una forte ammirazione per l'epica popolare di Renato Guttuso e, quando nel 1968 vede per la prima volta dal vivo le opere di Pablo Picasso, ne rimane folgorato.
Nel 1964 vince il consorso per una cattedra di insegnante di educazione artistica presso il paese di Orgosolo in provincia di Nuoro. Francesco racconta che, messo a scelta tra alcune destinazioni, scelse il paese barbaricino sulla suggestione del film di Vittorio De Seta Banditi a Orgosolo.
Intorno al 1975 dà avvio all'esperienza dei murales, spinto dall'impulso come lui dichiara, "di rompere il muro che divide la scuola dalla società". La sua pittura pubblica, non celebrativa né allegorica, è influenzata dal persistente clima neorealistico e nettamente antiaccademico. In quei lavori collettivi si avverte l'eco di Guttuso, Picasso, Léger, ma anche della cultura finto primitiveggiante.
Con lui che il numero dei muri tinteggiati aumentò, a partire dal 1975, quando volle celebrare il trentesimo anno della liberazione d'Italia, riproducendolo sui muri delle abitazioni orgolesi. Quello di Francesco del Casino è uno stile pittorico inconfondibile ed unico. Allievi, Pasquale Buesca, di Orgosolo come Vincenzo Floris e Diego Asproni di Bitti. I murales sono pitture eseguite da singoli (secondo ”la tradizione dell'affresco” in Italia) e da gruppi (come vuole la tradizione, per così dire, politicizzata del muralismo), con tecniche estremamente semplici (pittura ad acqua, di quelle normali, per interni, stesa a pennello su muri esterni) senza le raffinatezze dell'affresco o dell'encausto e, per questo motivo, estremamente deteriorabili.
Tale elemento, comunque, non costituisce un problema: si potrebbe dire che sia una scelta esplicita dei pittori.
Dal suo rientro in Toscana nel 1985, dopo aver lasciato l'impegno didattico, si è dedicato, con continuità, alla pittura iniziando, anche ad interessarsi alla scultura ed alla ceramica. Un interesse quest'ultimo che lo vede partecipare, in qualità di insegnante, a progetti educativi all'interno di una cooperativa sociale frequentata da portatori di handicap.
Numerose le iniziative personali e collettive alle quali partecipa in Italia, tra le quali ricordiamo quelle ospitate a Nuoro, Reggio Emilia e a Sanremo e all'estero (Grenoble, Mosca).
Nel 2003 dipinge il drappellone del Palio di Siena, per la carriera del 2 luglio (opera conservata nel museo della Contrada della Selva).
Nel settembre 2008 realizza un murale di grandi dimensioni commemorativo della battaglia di Montaperti. L'opera, realizzata su iniziativa dell'associazione di volontariato Avis Taverne e Arbia, è situata in località Presciano. Nello stesso luogo, ancora per l'Avis di Taverne e Arbia, realizza nel settembre 2009 un secondo murale che ha come tema la solidarietà.
Nel 2022 Del Casino è tornato con una nuova scultura, una maternità in terracotta, ad Orgosolo di cui è cittadino onorario.